# Semqen
Semqen (fl. XVII-XVI secolo a.C.) è stato un sovrano egizio inserito nella XVI dinastia.
Come per tutti gli altri sovrani inseriti in questa dinastia l'unico supporto alla conferma della loro esistenza viene dai reperti archeologici, principalmente scarabei e sigilli a rullo.
Proprio la mancanza di qualsiasi citazione nelle principali liste reali impedisce ogni tentativo di ordinamento cronologico di questi sovrani che furono, con molto probabilità, governanti locali soggetti a relazioni di vassallaggio nei confronti dei regnanti della XV dinastia (grandi hyksos).
| S38 | X7 | N25 · Z2 | s | m | X7 · n |

h3q ḫ3swt s m q n - Heka Khasut Semqen 

Capitano di un paese straniero Semqen
Secondo W. Helck potrebbe trattarsi si un nome hurrita che avrebbe come significato Shimike è il mio dio.
Il nome di questo sovrano è stato rinvenuto su uno scarabeo.

## Cronologia
| Periodo                    | Dinastia | periodo di regno                            |
| Secondo periodo intermedio | XVI      | tra il 1620 a.C. e il 1540 a.C. (± 50 anni) |

| predecessore (ordine alfabetico): Sekhaenra Yakebmu | Capitano di un paese straniero | successore (ordine alfabetico): Seneferankhra |

| Dinastie contemporanee | Capitale |
| XV                     | Avaris   |
| XVII                   | Tebe     |